# Mülgaustraße 2 (Mönchengladbach)

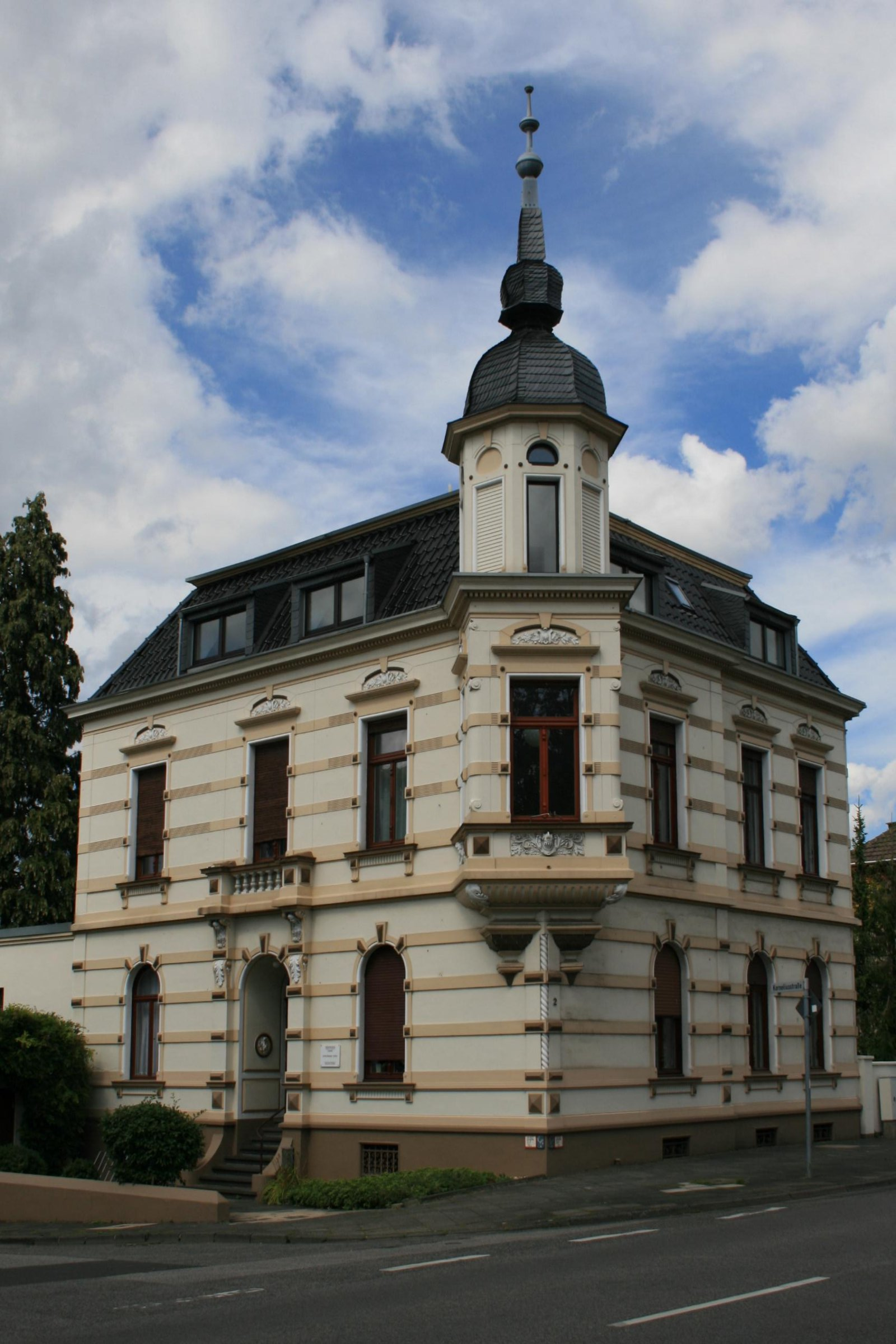
Wohnhaus (2010)

Das Wohnhaus Mülgaustraße 2 steht im Stadtteil Odenkirchen in Mönchengladbach (Nordrhein-Westfalen).
Das Gebäude wurde 1877 erbaut. Es wurde unter Nr. M 051 am 7. September 1993 in die Denkmalliste der Stadt Mönchengladbach eingetragen.

## Lage
Das Objekt liegt als Eckbebauung innerhalb eines größzügigen, von alten Bäumen bestandenen Gartengrundstück am Beginn der Mülgaustraße und der Einmündung in die Korneliusstraße.

## Architektur
Es handelt sich um einen traufständigen, zweigeschossigen Putzbau in der bis zum Beginn des 20. Jh. typischen Eckausbildung. Das Gebäude wurde 1890 errichtet und wird durch ein Mansarddach abgeschlossen.